# Nghệ thuật Đại Việt thời Lê sơ
Nghệ thuật Đại Việt thời Lê Sơ phản ánh các loại hình nghệ thuật của nước Đại Việt từ năm 1428 đến năm 1527, chủ yếu trên lĩnh vực kiến trúc, điêu khắc và âm nhạc.

## Kiến trúc và điêu khắc

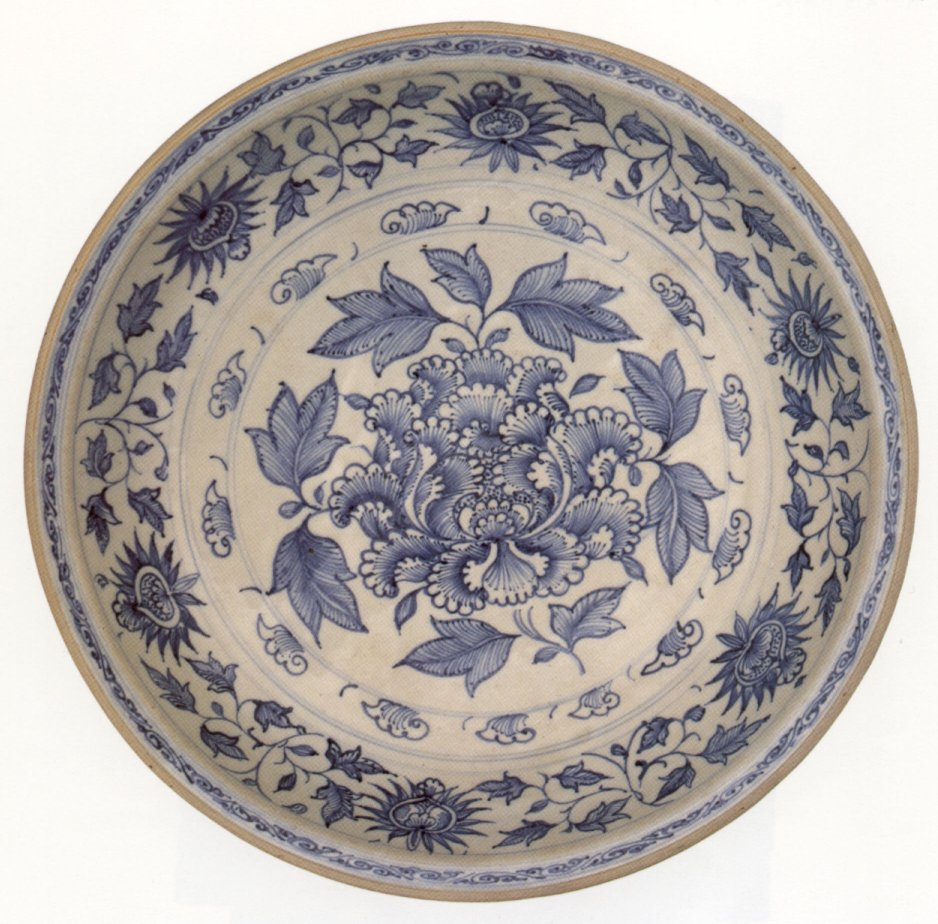
Đĩa gốm

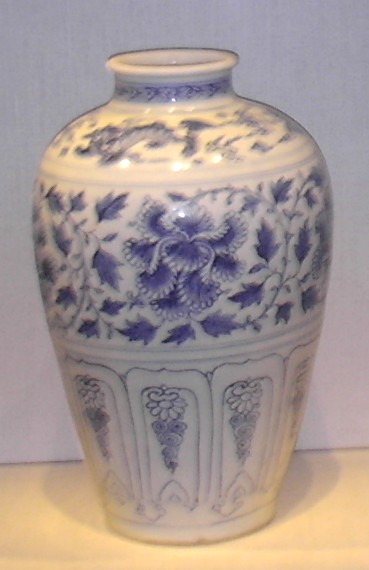
Bình gốm

Những công trình tiêu biểu thời Lê sơ là điện Kính Thiên, điện Cần Chánh, điện Vạn Thọ tại Đông Đô (Hà Nội) và Lam Kinh tại Tây Đô (Thanh Hóa).
Điện Kính Thiên là nơi thiết triều trong cung cấm, xây dựng từ thời Lê Thái Tổ; sang thời Lê Thánh Tông được sửa sang thêm vào năm 1465. Ngày nay phần lớn công trình này bị phá hủy và vùi sâu, chỉ còn 4 bậc cửa bằng đá với dấu tích điêu khắc đương thời.
Công trình Lam Kinh được xây dựng từ năm 1433 sau khi Lê Thái Tổ qua đời, bao gồm khu quần thể kiến trúc các cung điện (điện Quang Đức, điện Sùng Hiếu, điện Diễn Khánh…) và miếu, lăng mộ các vua Lê. Ngày nay khu vực này bị phá huỷ gần hết, chỉ còn lại một ít phế tích tượng ngựa đá, voi đá, nghê đá, hổ đá và bia Vĩnh Lăng, bia Hựu Lăng, bia Chiêu Lăng.
Ngoài các cung điện, các công trình khác gồm có Quốc Tử Giám, nhà Thái học được mở rộng đáng kể. Văn bia tiến sĩ ở Văn Miếu cũng là di tích về điêu khắc thời kỳ này còn để lại đến ngày nay.
Việc xây cất các chùa, quán mới bị hạn chế nhưng việc tu bổ các chùa, quán sẵn có được coi trọng. Từ thời Lê Thái Tông đến Lê Chiêu Tông, nhà Lê cho trùng tu nhiều chùa như chùa Minh Độ ở Thanh Hà (Hải Dương), chùa Thiên Phúc (chùa Thầy) ở Quốc Oai (Hà Nội), chùa Kim Liên (Hà Nội), chùa Thuý Lai (Thạch Thất, Hà Nội), chùa Đại Bi (huyện Gia Bình, Bắc Ninh). Tháp chùa Hoa Yên xây thời Trần Nhân Tông bị đổ cũng được sửa chữa đầu thời Lê Sơ

## Âm nhạc

### Âm nhạc cung đình
Âm nhạc cung đình chỉ chính thức xuất hiện từ thời Lê Thái Tông. Giữa ý kiến của Nguyễn Trãi và Lương Đăng, vua Thái Tông chấp nhận ý kiến của Lương Đăng. Lương Đăng được lệnh thiết kế dàn nhạc khí để sử dụng trong những dịp lễ.
Bộ nhạc khí cung đình được Lương Đăng thiết kế mô phỏng theo cách của nhà Minh, gồm có:
- Trống cái
- Bộ khánh có 16 chiếc khánh
- Bộ chuông có 16 chiếc chuông
- Đàn cầm
- Đàn sắt
- Sinh tiêu
- Quản
- Thược: Sáo ngắn, có 3 lỗ
- Chúc: Đồ để gõ
- Ngữ: Gõ bằng dùi
- Huân: đồ nặn bằng đất, có lỗ để thổi
- Trì: thổi hoà phối với huân
- Phương hưởng: bộ 15 tấm kim loại, gõ bằng dùi đồng
- Không hầu: loại đàn cổ
- Đàn tì bà
- Quản địch: sáo cổ, dài hơn 1 thước

Nổi tiếng nhất trong các bản nhạc cung đình thời Lê sơ là bản vũ "Bình Ngô phá trận".

### Âm nhạc dân gian
Từ đầu thời Hậu Lê đến trước năm 1437, hát chèo vẫn được biểu diễn trong sinh hoạt cung đình. Từ năm 1437, khi âm nhạc cung đình của Lương Đăng chính thức được áp dụng thì Lê Thái Tông ra lệnh bãi bỏ trò hát chèo và thôi không tấu các loại nhạc thông tục dân gian - những loại nhạc này bị triều đình gọi là "dâm nhạc".
Tuy ra khỏi cung đình, hát chèo vẫn là thể loại âm nhạc phổ cập nhất trong đời sống văn hoá tinh thần của nhân dân thời Lê sơ. Nhà Lê đã có những chính sách quy định khắc nghiệt với người chuyên làm nghề ca xướng như:
- Không cho con nhà ca xướng đi thi;
- Con gái nhà ca xướng không được lấy con nhà quan;
- Nếu quan chức lấy con nhà ca xướng thì sẽ bị đánh gậy và giáng chức;
- Con cháu nhà quan lại lấy con nhà ca xướng sẽ bị đánh và bị buộc phải ly hôn